# Rogna (malattia)
La rogna è, in medicina veterinaria, una patologia infiammatoria della cute degli animali provocata da parassiti microscopici appartenenti all'ordine degli acari. I sintomi comuni sono: perdita del pelo, prurito e infiammazione cutanea. Gli acari si annidano nella pelle o nei follicoli piliferi.
A seconda dell'agente patogeno la rogna è classificabile in due tipi:
- rogna rossa o rogna demodettica, provocata dal Demodex canis;
- rogna sarcoptica o scabbia, contagiosa per l'essere umano, provocata dal Sarcoptes scabiei (come dimostrò Diacinto Cestoni nel XVIII secolo).

Il rilevamento e il trattamento di entrambi può risultare difficile e generalmente richiede il consulto di un veterinario.